# Umorismo in nero
Umorismo in nero è un film collettivo del 1965 diretto da Claude Autant-Lara, José María Forqué e Giancarlo Zagni.

## Trama
Film ad episodi:
- Nel terzo episodio, un conte legge l'annuncio di una vedova che cerca marito e la ospita al castello per sposarla, salvo poi scoprire che è la morte. Le offre, in cambio della propria, la vita della sua governante; la morte accetta purché lei sia consenziente ed illibata. Sposandola e con un tranello, il conte riesce a far morire volontariamente la governante ma viene investito dal carro funebre che trasporta le spoglie della moglie. L'autista, alle proteste della morte, risponde: morta certa hora incerta. All'improvviso il conte si sveglia e scopre che era solo un sogno ma sente una macchina che suona, si affaccia alla finestra e vede che la vedova apparsa in sogno è appena arrivata dicendo di essere la donna dell'annuncio.